# Baccalauréat professionnel - Cybersécurité, Informatique et Réseaux, Electronique
Pour un article plus général, voir Baccalauréat professionnel.
 (mars 2024).
Le Baccalauréat Cybersécurité, Informatique et Réseaux, Electronique (CIEL)  (anciennement Systèmes  Numériques) est un baccalauréat professionnel français qui porte sur le réseau, l'électrique ainsi que la cybersécurité plus récemment.
Tout d'abord, un arrêté du 23 janvier 2009 porte abrogation du diplôme du  Baccalauréat Professionnel Micro-Informatique et Réseaux, dont la première session d'examen a eu lieu en 2011. Il est ensuite remplacé par le Baccalauréat Professionnel S.E.N. (Systèmes Électroniques Numériques), option Télécommunications et Réseaux. Et en 2016, il est de nouveau remplacé par le Baccalauréat Professionnel S.N. (Systèmes Numériques) qui correspond mieux au programme de plus en plus orienté vers le numérique au détriment de l'électronique. Depuis l'année 2023, la filière a été renommée en CIEL (Cybersécurité, Informatique et Réseaux, Electronique), depuis que le gouvernement a intégré la cybersécurité au programme. Les Options RISC et ARED n'étant plus disponible, ils ont intégré ces dernières tout au long de la scolarité.

## Cursus
La formation se déroule sur 3 ans et intègre 22 semaines de période de formation en entreprise. En classe, les élèves travaillent environ 16 heures par semaine principalement sur des travaux pratiques (TP).

## Emploi du temps hebdomadaire
- Pratique Professionnel (électrique, informatique et réseau ainsi que cybersécurité) : 3 heures
- Mathématiques & Physique Chimie : 4 heures
- Économie et Gestion : 2 heures
- Français : 3 heures
- Histoire et géographie : 1 ou 2 heure(s)
- Langue Vivante : 3 heures
- Arts appliqués : 2 heures
- Éducation physique et sportive : 3 heures
- Prévention Santé Environnement : 1 heure

## Recrutement
La majorité des élèves viennent des BEP « Métiers de l'Electronique » mais aussi en SEID (Systèmes Électroniques Industriels et Domestique), certains de BEP Electrotechnique ou de filière générale après une troisième. Également les élèves de bon niveau issus de CAP I.T.C.F Installateur en Télécommunication et Courant Faible.

## Débouchés
Après ce bac professionnel, il est possible d'entrer dans la vie active en tant que technicien informatique (réparation, montage de PC), hotlineurs dans les services internes… Mais les enseignants préfèrent conseiller la poursuite en BTS Services Informatiques aux Organisations option SISR (Brevet de technicien supérieur - Informatique de gestion), en BTS IRIS (informatique et réseaux pour l'industrie et les services techniques) et en BUT Réseaux et télécommunications et en BUT Informatique. On peut aussi citer le récent BTS CIEL, qui comme son nom l'indique, à pu intégrer la cybersécurité à son programme.